# Sidi Harazem
Sidi Harazem est une ville marocaine située entre Fès et Taza, connue pour sa source d'eau minérale.

## Station thermale et eau minérale
Sidi Harazem est l'une des deux stations thermales de la région de Fès, se trouvant à environ 10 km à l'Est. Elle est dotée d'une source chaude (35°), possédant une eau plate bicarbonatée magnésienne et peu minéralisée. Cette source est connue au moins depuis le XVIe siècle, notamment par le géographe arabe Léon l'Africain. 
L'eau minérale de Sidi Harazem est réputée posséder des vertus curatives pour les maladies du foie et des reins. Elle est commercialisée par la Société thermale des eaux (Sotherma) qui fait partie du groupe de la Société nationale d'investissement. 
En 2020, à la suite de la découverte d'une contamination par la bactérie Pseudomonas aeruginosa de l'eau minérale du nom de Sidi Harazm provenant de cette source, la production et la commercialisation de cette marque a été suspendue.

## Sources
- « Sidi Harazem, une décharge menace la source thermale », L'Economiste, 13 mars 2007
- « Le tourisme de cure », Centre régional d'investissement de Fès Boulemane